# Nhân dân làm chủ đất nước
Nhân dân làm chủ đất nước (tiếng Trung: 人民当家作主; bính âm: Rénmín dāngjiā zuòzhǔ) là khẩu hiệu chính trị được sử dụng tại Cộng hòa Nhân dân Trung Hoa. Theo Đảng Cộng sản Trung Quốc, khẩu hiệu này có nghĩa là "đặt lợi ích của nhân dân lên trên hết và luôn luôn xem xét đến quyền lợi của nhân dân". Đảng khẳng định đây là bản chất và cốt lõi của nền dân chủ xã hội chủ nghĩa. Giới học giả Mácxít Trung Quốc cho rằng không có mô hình hệ thống chính trị nào hoàn toàn giống hệt nhau trên thế giới.

## Lịch sử
Đại hội Đảng Cộng sản Trung Quốc lần thứ XIX năm 2017 chính thức xác định việc bảo vệ quyền làm chủ của nhân dân đối với đất nước là một trong những chiến lược cơ bản để giữ vững và phát triển chủ nghĩa xã hội đặc sắc Trung Quốc trong thời đại mới. Báo cáo của Đại hội nêu rõ rằng “phát triển nền dân chủ xã hội chủ nghĩa nhằm phản ánh ý chí của nhân dân, bảo vệ quyền lợi của nhân dân, kích thích sức sáng tạo của nhân dân, và sử dụng hệ thống thể chế để đảm bảo nhân dân làm chủ đất nước".
Ngày 5 tháng 9 năm 2014, Tổng Bí thư Tập Cận Bình phát biểu tại kỳ họp kỷ niệm 60 năm thành lập Đại hội Đại biểu Nhân dân Toàn quốc: "Việc thiết lập một hệ thống chính trị mới, trong đó nhân dân làm chủ đất nước, tại một quốc gia có nền văn minh hơn 5.000 năm lịch sử và dân số hàng trăm triệu người, mang ý nghĩa lịch sử trọng đại trong sự phát triển chính trị của Trung Quốc và thậm chí trong lịch sử phát triển chính trị thế giới".:66 Ông tiếp tục nói: "Chúng ta nên bao dung với thế giới đa sắc màu, học hỏi từ người khác với tinh thần cởi mở, tiêu hóa và hấp thụ những điều tốt đẹp từ người khác trên cơ sở độc lập, biến chúng thành những điều tốt của chính mình, nhưng chúng ta tuyệt đối không được nuốt trọn hoặc bắt chước mù quáng".:76